# Zoo di Kabul
Lo Zoo di Kabul è un parco zoologico afghano, situato a Kabul e istituito nel 1967.

## Storia
Lo zoo venne istituito nel 1967 su un'area destinata allo scopo dalla municipalità in riva al fiume Kabul, grazie anche alla collaborazione di esperti provenienti dallo zoo di Colonia. Con gli anni la fauna ospitata si accrebbe anche grazie a donazioni provenienti da parchi zoologici ed istituzioni pubbliche straniere. La guerra civile afghana e la difficile situazione politica del Paese creatasi negli anni duemila causarono comunque notevoli danni e problemi, tanto che le condizioni dello zoo sono considerate al giorno d'oggi alquanto problematiche, sul piano sia turistico quanto del benessere degli animali ospitati.

## Animali ospitati
A partire dai primi anni settanta i continui incrementi portarono lo zoo ad ospitare centinaia di specie animali, tutte tipiche della fauna asiatica e afghana in particolare, principalmente uccelli e mammiferi di media e grande taglia.
Due esemplari sono diventati particolarmente celebri: Marjan (1976-2002), un leone maschio che nel 1995 uccise un uomo intrufolatosi per scommessa nella sua tana e che venne a sua volta accecato, sfigurato e reso inabile da due granate scagliategli per vendetta dal fratello della vittima (a sua volta linciato e ucciso per quel gesto), divenendo personaggio di libri e film; Khanzir, un maschio di maiale proveniente dalla Cina che, morta la femmina con cui viveva, divenne con grande probabilità l'unico esponente della sua specie (considerata impura e quindi illegale) in tutto il territorio afghano, e divenuto ulteriormente noto per essere stato messo in quarantena per circa due mesi nella primavera del 2009, in reazione alla paura scatenatasi nel Paese in seguito alla pandemia di influenza suina di quell'anno.